# Teenage Mutant Ninja Turtles 2: Battle Nexus
Teenage Mutant Ninja Turtles 2: Battle Nexus est un jeu vidéo de type beat them all en vue à la troisième personne développé et édité par Konami en 2004 sur PlayStation 2, GameCube, Xbox et Microsoft Windows. Il s'agit de la suite de Teenage Mutant Ninja Turtles et est basée sur la série animée de 2003. Teenage Mutant Ninja Turtles 2: Battle Nexus est également développé sur Game Boy Advance, où il s'agit d'un jeu à défilement horizontal en deux dimensions. Les versions consoles et PC sont réalisées en cel-shading.